# 儿童换金钱丑闻
“儿童换金钱”丑闻（英語：Kids for Cash）是指来自宾夕法尼亚州路澤恩縣威尔克斯巴里民事诉讼法院的两名法官在判决中吃回扣的丑闻。2008年，涉案法官迈克尔·科纳汉和马克·恰瓦雷拉收受私人監獄公司的回扣，以換取法庭對重判青少年以提高賓夕法尼亞州兒童保育營利性拘留中心的入住率。
即使涉及的被告青少年被控犯下诸如嘲笑校长或者非法入侵等微不足道的轻罪，法官恰瓦雷拉仍延长数千名少年的羁押时间。 在2009年法官拒绝了最初的认罪协议后， 联邦大陪审团提起48项指控。2010年，科纳汉承认一项共谋敲诈勒索罪，并被判处在联邦监狱服刑17年半。恰瓦雷拉则于次年受审，其39项指控中有12项成立，并被判处联邦监狱服刑28年。
醜聞發生後，宾夕法尼亚州最高法院推翻了卢塞恩县的數百起刑事裁决。少年法律中心对法官和许多當事方提起集体诉讼， 宾夕法尼亚州立法机构成立了一个委员会来调查该县的少年司法问题。 

## 调查
宾夕法尼亚州司法行为委员会在2004年至2008年间收到了四起對迈克尔·科纳汉法官的投诉，但后来委员会承认没有对其中任何一个投诉进行调查，也没有查阅这些投诉所涉案件的档案。  2006 年，联邦调查局收到有关科纳汉和以及县级法庭中的存在裙带关系的密报。 在设立于费城少年法律中心对一些未成年人的帮助下，针对卢塞恩县的不当裁定的额外调查于2007年初启动。该中心的律师发现，有数百起案件在被告没有得到正确的法律援助下就进行了审理。 2008年4月，该中心向宾夕法尼亚州最高法院申请，要求对涉嫌侵犯青少年公民权利的行为进行援助，但随后被拒绝。然而在 2009年1月针对科纳汉和马克·恰瓦雷拉的腐败指控浮出水面时，申请才得到了重新考虑。 
美国联邦调查局和美国国税局也调查了科纳汉和恰瓦雷拉，不過這些聯邦調查的確切日期和範圍沒有公開。 据透露，部分调查始于旨在对前卢塞恩县法官Ann H. Lokuta的行为进行审查所举行的听证会期间。 Lokuta于2006年11月被带到司法行为委员会面前，以应针对她使用法庭工作人员为她个人服务、公开表达对与她发生争论的律师的偏见，以及大庭广众下斥责工作人员致其产生精神压力的三项指控。  委员会于2008 年11月对Lokuta作出裁决，将她从法官席位中除名。在听证会期间，Lokuta 指控科纳汉密谋将她除名。 在行为委员会做出裁决之前，她协助上述的联邦机构调查了“儿童换钱”的案件。鉴于正在进行调查，宾夕法尼亚州最高法院于2009年3月颁布一项暂缓将她除名的命令并举行补选以代替她的席位。 在Lokuta听证会上，科纳汉作证说县法官之间没有私底下的联系。然而，情况相反的是，后来被判犯有欺诈和逃税漏税的法官迈克尔·图尔（Michael Toole）以及另一名法官出现在了科纳汉和恰瓦雷拉共同拥有的位于佛罗里达公寓内。 
宾夕法尼亚州最高法院于2011年1月维持将Lokuta从法官席位中除名的决定并认定无论科纳汉的证词如何，Lokuta受到的处理是公正的。同时，受波及的2401名青少年的案件记录被宾夕法尼亚州最高法院下令删除。 

## 指控和抗辩
2009年1月26日，美国宾夕法尼亚州中区检察官办公室的一份声明中简要地概述了二人面临的指控。诉状上 描述了二人在2000年至2007年期间所作所为对两家宾夕法尼亚州儿童监护公司经营的私人少年拘留中心的建造以及入住率的影响。二人以官方的态度支持私人拘留中心而非卢塞恩县官方的拘留中心。 
此外，时任首席法官的科纳汉还被指控在2002年利用他的手中的权力取消了对该县运营的官方拘留中心的资助。两位法官据称因达成了由律师罗伯·特鲍威尔（Robert Powell）合办的私人拘留中心与法庭的合作协议而收受了“数百万美元”的回报。此外，据称二人利用职权陆续关闭了县级惩教所。这些方法用来隐匿二人所得并致使两被控逃税。声明还称，恰瓦雷拉和科纳汉还被控“在少年缓刑官不建议的情况，将少年送往与二人有利益来往的拘留中心” 
最初，达成的认罪协议要求两位法官服刑长达七年，支付罚款和赔偿，并为所犯下的罪行承担责任。 然而，2009年7月30日，近斯克兰顿的联邦地方法院法官Edwin M. Kosik驳回了认罪协议，理由是“被告认罪后行为和被告的表现出来的情绪”不符合认罪协议设置的初衷。 Kosik写道，即使面对充足的证据，科纳汉和恰瓦雷拉仍坚持否认他们的罪行，因此不值得做出远低于联邦量刑标准的判决。 两位被告的律师提出动议，要求重新考虑Kosik推翻认罪协定的决定。 该动议于2009年8月24日被驳回，科纳汉和恰瓦雷拉随后撤回了他们的认罪，因此恰瓦雷拉需要面对陪审团、二人将被面临远多于认罪协定中的指控。 

## 判决

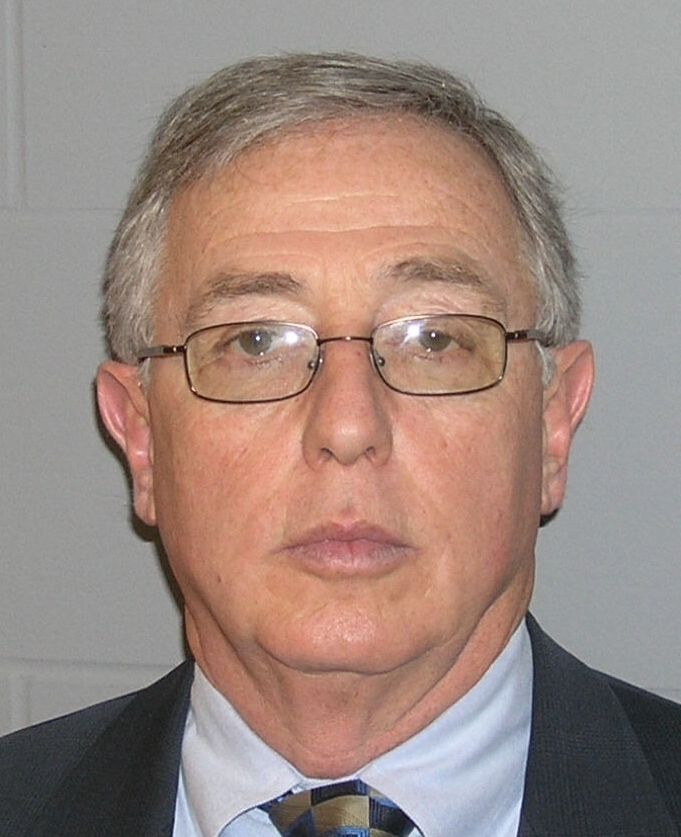
马克·恰瓦雷拉的头像

2011年2月18日，经审理，联邦陪审团认定针对恰瓦雷拉的39项指控中的12项成立，其中就包括了“利用儿童作为筹码来赚钱”的敲诈勒索的指控。在裁定恰瓦雷拉敲诈勒索罪名成立时，陪审团同意检察官的意见，即他伙同科纳汉从一家青少年中心的的营造者手里非法收取了近100万美元回扣，然后把赃款藏了起来。 
由六名男性和六名女性组成的陪审团还裁定恰瓦雷拉犯有“诚实服务欺诈”和税务欺诈罪，因为他没有在他的年度公开财务披露表和四年中的纳税申报表中列出这笔钱。此外，他们还认定他犯有串谋洗钱罪。陪审员否决了恰瓦雷拉涉及一笔190万美元的贿赂。检方称，这笔钱以上万现金的方式塞进联邦快递打包盒里贿赂给二人，这笔钱来自于从拥有两家私人少年拘留送的建造者和所有者。
在恰瓦雷拉被定罪后，他和他的律师在法院的台阶上举行新闻发布会。新闻发布会被Sandy Fonzo打断。Sandy Fonzo的儿子Edward Kenzakoski在还只是初犯的情况下，被判羁押。他获释后，于2010年6月自杀身亡。 
2011年8月11日，恰瓦雷拉被判在联邦监狱服刑28年。 他目前被关押在位于肯塔基州东部的低安全级别的阿什兰联邦监狱。  按计划，他将于2034年6月18日获释，届时他年满84岁。  恰瓦雷拉就他的判决向第三巡回上诉法院提出上诉，但于2013年7月25日被法庭驳回。 
然而，恰瓦雷拉继续上诉，辩称最高法院对弗吉尼亚州前州长罗伯特·麦克唐纳案的裁决就限定了诚实服务欺诈适用范围。  2018 年1月9日，联邦法官克里斯托弗·康纳推翻了对恰瓦雷拉敲诈勒索、密谋敲诈勒索、密谋洗钱的裁定。 康纳支持了恰瓦雷拉的辩解，即恰瓦雷拉所称的他的律师未能就这些指控提出诉讼时效辩护。康纳下令组织新的审判，但诚实服务欺诈的定罪仍然成立。 
2011年9月23日，科纳汉在承认一项共谋敲诈勒索罪后，被判处17年半的联邦监狱监禁。由于新冠疫情，他提前六年于2020年6月获释，并被要求居家监禁。 2024年12月11日，美国总统拜登赦免新冠疫情期间从监狱获释转为居家监禁的罪犯，其中包括科纳汉，舆论哗然
2011年11月4日，律师鲍威尔在承认未检举重罪和作为逃税的帮凶后被判处在联邦监狱服刑18个月。他被关押在佛罗里达州彭萨科拉的一个低安全级别的施联邦监狱。他于2013年4月16日获释。  2015年8月10日，法官批准了鲍威尔 475 万美元的和解协议，因为他的行贿行为导致的不公正判决波及到了至少2400名少年。 
2009年9月3日，建造少年距离中心的地产商罗伯特·梅里克（Robert Mericle）承认未检举重罪。梅里克未告知大陪审团他曾向科纳汉和恰瓦雷拉支付210万作为帮助费。梅里克同意支付210.5万用于成立本地儿童健康和福利项目。梅里克面临3年监禁以及最高25万的罚款.。梅里克于服刑一年后于2015年获释
卢泽恩县青少年缓刑办公室法医服务部前副主任桑德拉·布鲁洛 (Sandra Brulo) 于 2009年3月承认联邦妨碍司法公正罪。这些指控源于布鲁洛在意识到自己涉及一桩联邦的民事诉讼后所采取的妨碍司法的行为。

## 受害者法律诉讼
宾夕法尼亚州最高法院根据1722年出台的鲜有使用王座法庭拥有的管辖权，任命伯克斯县民事法庭的高级法官阿瑟·格里姆 (Arthur Grim) 为特别法官，负责审查所有的恰瓦雷拉在2009年2月11日接手的涉及少年的案件。在他于2009年3 月11日做出的临时报告中，他建议撤销恰瓦雷拉在2003至2008所作的所有判决，并删除受影响少年的记录。他的结论是，由于恰瓦雷拉对少年应享的宪法权利的漠视以及他收受回扣的问题，恰瓦雷拉参与审判听证从来就不是公平公正的。2009年3月26日，最高法院批准了格里姆的建议，认定恰瓦雷拉侵害了数千名青少年的宪法权利，数百起针对少年的裁决被推翻。

## 少年法庭互助委员会
在被告认罪后，宾夕法尼亚州议会决定成立一个委员会，调查卢泽恩县误判的所有阶段的情况。由卢泽恩县巴特勒镇众议员托德·伊查斯发起的众议院第1648号法案致使该州于2009 年7月成立了少年法庭互助委员会。该委员会由宾夕法尼亚州各部门所任命的11名成员组成，其中四名由司法部门任命，四名由立法机构选出，三名由州长任命。
2009年8月7日，州长埃德·伦德尔（Ed Rendell）签署该项法案，严厉批评了恰瓦雷拉和科纳汉，称二人“剥夺了多达6千名年轻人的寻求律师援助的权利并对他们判处不合理的刑罚，损害了他们权利，致使这些年轻人及其家庭发生永久性的改变。”该委员会每月至少召开一次会议，旨在调查这展两名徇私枉法法官的所作所为以及他们造成的负面影响，并审查他们任职卢泽恩县法院后的情况。 该委员会被授予传票权，并被要求在2010 年 5月31日之前完向州政府的三个部门报告其建议和调查结果。

## 流行文化
这一丑闻出现在迈克尔·摩尔2009年的纪录片《资本主义：一个爱情故事》中。  2014 年 2 月发布了一部涵盖丑闻的完整纪录片，名为《儿童换金钱（kids for cash）》， 并得到了好评。  普利策奖获得者调查记者威廉·埃森巴格（William Ecenbarger）为丑闻写了一篇经过经过充分修订的书本长度的阐述报告。  2014年4月， CNBC的犯罪纪录片系列《美国贪婪（American Greed）》对此案进行了报道。 